# Đội tuyển bóng đá nữ quốc gia Úc
Đội tuyển bóng đá nữ quốc gia Úc (tiếng Anh: Australia women's national soccer team) là đội tuyển nữ đại diện cho Úc tại các giải đấu bóng đá nữ quốc tế. Đội được quản lý bởi Liên đoàn bóng đá Úc (Football Australia), hiện là thành viên của Liên đoàn bóng đá châu Á (AFC) và Liên đoàn bóng đá Đông Nam Á (AFF). Biệt danh chính thức của đội là the Matildas (có nguồn gốc từ bài hát dân gian "Waltzing Matilda"), được sử dụng kể từ năm 1995.
Đội tuyển nữ Úc đã vô địch châu Đại Dương 3 lần, vô địch châu Á 1 lần và vô địch Đông Nam Á 1 lần. Đội đã có 8 lần tham dự Giải vô địch bóng đá nữ thế giới, lần gần nhất là với tư cách chủ nhà cùng New Zealand vào năm 2023. Đây cũng là kỳ World Cup thành công nhất của Úc khi đội có lần đầu tiên vào bán kết và giành vị trí thứ tư chung cuộc. Đội cũng góp mặt tại Thế vận hội 4 lần, thành tích tốt nhất cũng là vị trí thứ tư giành được ở giải đấu năm 2020.

## Lịch sử
Khi còn là thành viên của Liên đoàn bóng đá châu Đại Dương (OFC), đội tuyển bóng đá nữ quốc gia Úc giành được 3 chức vô địch Cúp bóng đá nữ châu Đại Dương. Đối trọng với Úc ở châu lục là New Zealand.
Năm 2006, Úc chuyển sang Liên đoàn bóng đá châu Á (AFC) và ngay lập tức trở thành thế lực mới, cạnh tranh sòng phẳng với các cường quốc bóng đá nữ ở châu Á như Nhật Bản, Triều Tiên, Hàn Quốc, Trung Quốc. Đội đã giành chức vô địch Cúp bóng đá nữ châu Á vào năm 2010, qua đó trở thành đội tuyển quốc gia đầu tiên lên ngôi vô địch ở hai liên đoàn châu lục khác nhau (trước khi đội tuyển bóng đá nam giành thành tích tương tự tại Cúp bóng đá châu Á 2015).
Năm 2013, Úc gia nhập Liên đoàn bóng đá Đông Nam Á và nghiễm nhiên trở thành đội tuyển nữ số một khu vực này cho đến nay. Do sức mạnh vượt trội so với các đội tuyển còn lại trong khu vực, đội tuyển nữ Úc chưa từng tham dự AFF Cup với tư cách thành viên chính thức (năm 2008 tham dự trong vai trò khách mời nhưng vẫn vô địch; các năm 2013, 2015, 2016, 2018 thì cử đội tuyển nữ U-20; năm 2022 thì cử đội tuyển nữ U-23).

## Đội hình

### Đội hình hiện tại
23 cầu thủ sau đây đã được ghi tên vào đội hình tham dự Giải vô địch bóng đá nữ thế giới 2023.
Số trận và số bàn thắng cập nhật đến ngày 19 tháng 8 năm 2023, sau trận đấu với Thụy Điển. 
| Số | VT | Cầu thủ                     | Ngày sinh (tuổi)  | Trận | Bàn | Câu lạc bộ               |
| -- | -- | --------------------------- | ----------------- | ---- | --- | ------------------------ |
| 1  | TM | Lydia Williams              | 13 tháng 5, 1988  | 102  | 0   | Brighton & Hove Albion   |
| 12 | TM | Teagan Micah                | 20 tháng 10, 1997 | 14   | 0   | Liverpool                |
| 18 | TM | Mackenzie Arnold            | 25 tháng 2, 1994  | 42   | 0   | West Ham United          |
|    |    |                             |                   |      |     |                          |
| 2  | HV | Courtney Nevin              | 12 tháng 2, 2002  | 24   | 0   | Leicester City           |
| 3  | HV | Aivi Luik                   | 18 tháng 3, 1985  | 43   | 1   | BK Häcken                |
| 4  | HV | Clare Polkinghorne          | 1 tháng 2, 1989   | 163  | 16  | Vittsjö GIK              |
| 7  | HV | Steph Catley (vice-captain) | 26 tháng 1, 1994  | 117  | 5   | Arsenal                  |
| 14 | HV | Alanna Kennedy              | 21 tháng 1, 1995  | 114  | 9   | Manchester City          |
| 15 | HV | Clare Hunt                  | 12 tháng 3, 1999  | 13   | 0   | Western Sydney Wanderers |
| 21 | HV | Ellie Carpenter             | 28 tháng 4, 2000  | 69   | 3   | Lyon                     |
| 22 | HV | Charlotte Grant             | 20 tháng 9, 2001  | 19   | 1   | Vittsjö GIK              |
|    |    |                             |                   |      |     |                          |
| 6  | TV | Clare Wheeler               | 14 tháng 1, 1998  | 14   | 0   | Everton                  |
| 8  | TV | Alex Chidiac                | 15 tháng 1, 1999  | 30   | 2   | Racing Louisville        |
| 10 | TV | Emily van Egmond            | 12 tháng 7, 1993  | 135  | 31  | San Diego Wave           |
| 13 | TV | Tameka Yallop               | 16 tháng 6, 1991  | 115  | 12  | Brann                    |
| 19 | TV | Katrina Gorry               | 13 tháng 8, 1992  | 101  | 17  | Vittsjö GIK              |
| 23 | TV | Kyra Cooney-Cross           | 15 tháng 2, 2002  | 35   | 0   | Hammarby IF              |
|    |    |                             |                   |      |     |                          |
| 5  | TĐ | Cortnee Vine                | 9 tháng 4, 1998   | 24   | 3   | Sydney FC                |
| 9  | TĐ | Caitlin Foord               | 11 tháng 11, 1994 | 116  | 30  | Arsenal                  |
| 11 | TĐ | Mary Fowler                 | 14 tháng 2, 2003  | 43   | 11  | Manchester City          |
| 16 | TĐ | Hayley Raso                 | 5 tháng 9, 1994   | 78   | 15  | Real Madrid              |
| 17 | TĐ | Kyah Simon                  | 25 tháng 6, 1991  | 111  | 29  | Tottenham Hotspur        |
| 20 | TĐ | Sam Kerr (captain)          | 10 tháng 9, 1993  | 125  | 64  | Chelsea                  |

### Nhân viên huấn luyện
| Chức vụ                 | Tên               |
| ----------------------- | ----------------- |
| Huấn luyện viên trưởng  | Ante Milicic      |
| Trợ lí huấn luyện viên  | Melissa Andreatta |
| Trợ lí huấn luyện viên  | Ivan Jolic        |
| Huấn luyện viên thủ môn | John Gorza        |

## Thành tích tại các giải đấu quốc tế

### Giải vô địch bóng đá nữ thế giới
| Năm       | Thành tích               | Pos                      | Pld                      | W                        | D                        | L                        | GF                       | GA                       |
| --------- | ------------------------ | ------------------------ | ------------------------ | ------------------------ | ------------------------ | ------------------------ | ------------------------ | ------------------------ |
| 1991      | Không vượt qua vòng loại | Không vượt qua vòng loại | Không vượt qua vòng loại | Không vượt qua vòng loại | Không vượt qua vòng loại | Không vượt qua vòng loại | Không vượt qua vòng loại | Không vượt qua vòng loại |
| 1995      | Vòng bảng                | 12th                     | 3                        | 0                        | 0                        | 3                        | 3                        | 13                       |
| 1999      | Vòng bảng                | 11th                     | 3                        | 0                        | 1                        | 2                        | 3                        | 7                        |
| 2003      | Vòng bảng                | 13th                     | 3                        | 0                        | 1                        | 2                        | 3                        | 5                        |
| 2007      | Tứ kết                   | 6th                      | 4                        | 1                        | 2                        | 1                        | 9                        | 7                        |
| 2011      | Tứ kết                   | 8th                      | 4                        | 2                        | 0                        | 2                        | 6                        | 7                        |
| 2015      | Tứ kết                   | 7th                      | 5                        | 2                        | 1                        | 2                        | 5                        | 5                        |
| 2019      | Vòng 16 đội              | 9th                      | 4                        | 2                        | 1                        | 1                        | 9                        | 6                        |
| 2023      | Hạng tư                  | 4th                      | 7                        | 3                        | 1                        | 3                        | 10                       | 8                        |
| 2027      | Chưa xác định            | Chưa xác định            | Chưa xác định            | Chưa xác định            | Chưa xác định            | Chưa xác định            | Chưa xác định            | Chưa xác định            |
| Tổng cộng | Hạng tư                  | 8/9                      | 33                       | 10                       | 7                        | 16                       | 48                       | 58                       |

### Thế vận hội Mùa hè
| Năm       | Thành tích               | Pos                      | Pld                      | W                        | D                        | L                        | GF                       | GA                       |
| --------- | ------------------------ | ------------------------ | ------------------------ | ------------------------ | ------------------------ | ------------------------ | ------------------------ | ------------------------ |
| 1996      | Không vượt qua vòng loại | Không vượt qua vòng loại | Không vượt qua vòng loại | Không vượt qua vòng loại | Không vượt qua vòng loại | Không vượt qua vòng loại | Không vượt qua vòng loại | Không vượt qua vòng loại |
| 2000      | Vòng bảng                | 7th                      | 3                        | 0                        | 1                        | 2                        | 2                        | 6                        |
| 2004      | Tứ kết                   | 5th                      | 4                        | 1                        | 1                        | 2                        | 3                        | 4                        |
| 2008      | Không vượt qua vòng loại | Không vượt qua vòng loại | Không vượt qua vòng loại | Không vượt qua vòng loại | Không vượt qua vòng loại | Không vượt qua vòng loại | Không vượt qua vòng loại | Không vượt qua vòng loại |
| 2012      | Không vượt qua vòng loại | Không vượt qua vòng loại | Không vượt qua vòng loại | Không vượt qua vòng loại | Không vượt qua vòng loại | Không vượt qua vòng loại | Không vượt qua vòng loại | Không vượt qua vòng loại |
| 2016      | Tứ kết                   | 7th                      | 4                        | 1                        | 2                        | 1                        | 8                        | 5                        |
| 2020      | Hạng tư                  | 4th                      | 5                        | 2                        | 1                        | 2                        | 11                       | 12                       |
| 2024      | Vòng bảng                | 9th                      | 3                        | 1                        | 0                        | 2                        | 7                        | 10                       |
| 2028      | Chưa xác định            | Chưa xác định            | Chưa xác định            | Chưa xác định            | Chưa xác định            | Chưa xác định            | Chưa xác định            | Chưa xác định            |
| 2032      | Chủ nhà                  | Chủ nhà                  | Chủ nhà                  | Chủ nhà                  | Chủ nhà                  | Chủ nhà                  | Chủ nhà                  | Chủ nhà                  |
| Tổng cộng | Hạng tư                  | 5/8                      | 20                       | 5                        | 5                        | 10                       | 31                       | 38                       |

### Cúp bóng đá nữ châu Đại Dương
| Năm       | Thành tích | Pos | Pld | W  | D | L | GF  | GA |
| --------- | ---------- | --- | --- | -- | - | - | --- | -- |
| 1983      | Á quân     | 2nd | 4   | 2  | 1 | 1 | 20  | 3  |
| 1986      | Á quân     | 2nd | 4   | 2  | 0 | 2 | 4   | 6  |
| 1989      | Hạng ba    | 3rd | 4   | 1  | 1 | 2 | 7   | 6  |
| 1991      | Á quân     | 2nd | 4   | 3  | 0 | 1 | 21  | 1  |
| 1994      | Vô địch    | 1st | 4   | 3  | 0 | 1 | 13  | 2  |
| 1998      | Vô địch    | 1st | 4   | 4  | 0 | 0 | 49  | 1  |
| 2003      | Vô địch    | 1st | 4   | 4  | 0 | 0 | 45  | 0  |
| Tổng cộng | Vô địch    | 7/7 | 28  | 19 | 2 | 7 | 159 | 19 |

### Cúp bóng đá nữ châu Á
| Năm       | Thành tích                | Pos                       | Pld                       | W                         | D                         | L                         | GF                        | GA                        |
| --------- | ------------------------- | ------------------------- | ------------------------- | ------------------------- | ------------------------- | ------------------------- | ------------------------- | ------------------------- |
| 1975      | Hạng ba                   | 3rd                       | 4                         | 2                         | 0                         | 2                         | 12                        | 6                         |
| 1977      | Không phải thành viên AFC | Không phải thành viên AFC | Không phải thành viên AFC | Không phải thành viên AFC | Không phải thành viên AFC | Không phải thành viên AFC | Không phải thành viên AFC | Không phải thành viên AFC |
| 1980      | Hạng ba                   | 3rd                       | 6                         | 2                         | 0                         | 4                         | 4                         | 10                        |
| 1981–2003 | Không phải thành viên AFC | Không phải thành viên AFC | Không phải thành viên AFC | Không phải thành viên AFC | Không phải thành viên AFC | Không phải thành viên AFC | Không phải thành viên AFC | Không phải thành viên AFC |
| 2006      | Á quân                    | 2nd                       | 6                         | 4                         | 2                         | 0                         | 15                        | 2                         |
| 2008      | Hạng tư                   | 4th                       | 5                         | 2                         | 0                         | 3                         | 7                         | 9                         |
| 2010      | Vô địch                   | 1st                       | 5                         | 4                         | 0                         | 1                         | 7                         | 3                         |
| 2014      | Á quân                    | 2nd                       | 5                         | 3                         | 1                         | 1                         | 9                         | 5                         |
| 2018      | Á quân                    | 2nd                       | 5                         | 1                         | 3                         | 1                         | 11                        | 4                         |
| 2022      | Tứ kết                    | 5th                       | 4                         | 3                         | 0                         | 1                         | 24                        | 2                         |
| 2026      | Chủ nhà                   | Chủ nhà                   | Chủ nhà                   | Chủ nhà                   | Chủ nhà                   | Chủ nhà                   | Chủ nhà                   | Chủ nhà                   |
| 2029      | Chưa xác định             | Chưa xác định             | Chưa xác định             | Chưa xác định             | Chưa xác định             | Chưa xác định             | Chưa xác định             | Chưa xác định             |
| Tổng cộng | Vô địch                   | 7/20                      | 34                        | 19                        | 6                         | 9                         | 85                        | 31                        |

### Giải vô địch bóng đá nữ Đông Nam Á
| Năm        | Kết quả                 | Vị trí                  | Pld                     | W                       | D                       | L                       | GF                      | GA                      |
| ---------- | ----------------------- | ----------------------- | ----------------------- | ----------------------- | ----------------------- | ----------------------- | ----------------------- | ----------------------- |
| 2004       | Không là thành viên AFF | Không là thành viên AFF | Không là thành viên AFF | Không là thành viên AFF | Không là thành viên AFF | Không là thành viên AFF | Không là thành viên AFF | Không là thành viên AFF |
| 2006       | Không là thành viên AFF | Không là thành viên AFF | Không là thành viên AFF | Không là thành viên AFF | Không là thành viên AFF | Không là thành viên AFF | Không là thành viên AFF | Không là thành viên AFF |
| 2007       | Không là thành viên AFF | Không là thành viên AFF | Không là thành viên AFF | Không là thành viên AFF | Không là thành viên AFF | Không là thành viên AFF | Không là thành viên AFF | Không là thành viên AFF |
| 2008*      | Vô địch                 | thứ nhất                | 5                       | 5                       | 0                       | 0                       | 21                      | 1                       |
| 2011       | Không là thành viên AFF | Không là thành viên AFF | Không là thành viên AFF | Không là thành viên AFF | Không là thành viên AFF | Không là thành viên AFF | Không là thành viên AFF | Không là thành viên AFF |
| 2012       | Không là thành viên AFF | Không là thành viên AFF | Không là thành viên AFF | Không là thành viên AFF | Không là thành viên AFF | Không là thành viên AFF | Không là thành viên AFF | Không là thành viên AFF |
| 2013–nay** | Không tham dự           | Không tham dự           | Không tham dự           | Không tham dự           | Không tham dự           | Không tham dự           | Không tham dự           | Không tham dự           |
| Toàn bộ    | 1/1                     | 1 danh hiệu             | 5                       | 5                       | 0                       | 0                       | 21                      | 1                       |

*Úc tham dự Giải vô địch bóng đá nữ Đông Nam Á 2008 với tư cách khách mời.
**Úc gia nhập Liên đoàn bóng đá ASEAN năm 2013, nhưng cho đến nay Đội tuyển quốc gia nữ Úc chưa từng tham dự Giải vô địch bóng đá nữ Đông Nam Á với tư cách thành viên chính thức của AFF. Liên đoàn bóng đá Úc chỉ cử Đội tuyển nữ U-20 tham dự trong 4 kỳ (2013, 2015, 2016, 2018), cử Đội tuyển nữ U-23 tham dự trong kỳ 2022.